# NGC 3141
NGC 3141 је спирална галаксија у сазвежђу Хидра која се налази на NGC листи објеката дубоког неба.
Деклинација објекта је - 16° 39' 11" а ректасцензија 10h 9m 19,8s. Привидна величина (магнитуда) објекта NGC 3141 износи 15,4 а фотографска магнитуда 16,1. NGC 3141 је још познат и под ознакама NPM1G -16.0304, PGC 29544.